# Коттонвуд (тауншип, Миннесота)
Коттонвуд (англ. Cottonwood) — тауншип в округе Браун, Миннесота, США. На 2000 год его население составило 938 человек.

## География
По данным Бюро переписи населения США площадь тауншипа составляет 91,7 км², из которых 91,6 км² занимает суша, а 0,1 км² — вода (0,08 %).

## Демография
По данным переписи населения 2000 года здесь находились 938 человек, 340 домохозяйств и 269 семей.  Плотность населения —  10,2 чел./км².  На территории тауншипа расположено 346 построек со средней плотностью 3,8 построек на один квадратный километр. Расовый состав населения: 99,04 % белых, 0,85 % азиатов и 0,11 % приходится на две или более других рас. Испанцы или латиноамериканцы любой расы составляли 0,53 % от популяции тауншипа.
Из 340 домохозяйств в 37,1 % воспитывались дети до 18 лет, в 69,4 % проживали супружеские пары, в 7,6 % проживали незамужние женщины и в 20,6 % домохозяйств проживали несемейные люди. 17,9 % домохозяйств состояли из одного человека, при том 6,2 % из — одиноких пожилых людей старше 65 лет. Средний размер домохозяйства — 2,76, а семьи — 3,13 человека.
27,9 % населения — младше 18 лет, 7,8 % — в возрасте от 18 до 24 лет, 27,9 % — от 25 до 44, 24,9 % — от 45 до 64, и 11,4 % — старше 65 лет. Средний возраст — 38 лет. На каждые 100 женщин приходилось 108,0 мужчин.  На каждые 100 женщин старше 18 приходилось 109,3 мужчин.
Средний годовой доход домохозяйства составлял 48 750 долларов, а средний годовой доход семьи —  60 000 долларов. Средний доход мужчин —  31 726  долларов, в то время как у женщин — 24 667. Доход на душу населения составил 21 299 долларов. За чертой бедности находились 4,2 % семей и 6,9 % всего населения тауншипа, из которых 9,7 % младше 18 и 5,2 % старше 65 лет.